# 克钦新民主军
克钦新民主军（縮寫：NDA-K)，现称克钦边防部队，是缅甸克钦邦的一支民族地方武装组织。1989年与缅甸国防军签署停火协议后，其随后转为亲缅军民兵（民团），于2009年11月正式改编为缅甸边防部队。
2024年10月，克欽獨立軍（KIA）擊潰新民主軍並攻克板瓦與周遭根據地。同年11月，獨立軍宣布取消克欽邦第一特區，該特區範圍為新民主軍所控之勢力範圍，於1994年由軍政府劃設。

## 历史
克钦新民主军的渊源可以追溯到“克钦独立组织”领导的“克钦独立军”。1969年，丁英和泽龙率部脱离克钦独立军，加入了缅共。
1989年10月，丁英率部与缅甸政府达成和平协议，其领导的缅共101军区部队被改编为克钦新民主军。
1990年1月，克钦新民主军辖区被定为“缅甸克钦邦第一特区”。
1994年2月克钦独立军与缅甸政府签订《停战协定》，克钦独立军控制的地区被缅甸联邦政府称为“缅甸克钦邦第二特区”。
2005年9月克钦新民主军副司令泽龙起兵反对丁英总司令，而丁英在政府军的支持下，又反败为胜。
2009年11月，克钦新民主军改编为缅甸政府控制下的边防部队。部队编制三个营，分别是边防1001营、边防1002营、边防1003营。人员编制，每营308人，原新民主军一半以上军官留任，且每营混编缅军官30人以上。
2012年4月，克钦独立军出兵攻占了已被缅甸政府改编的克钦新民主军的部分辖区。5月1日，丁英旧部五百多人投降接受收编，三名军事长官全部被俘。
2024年10月15日，经过一周的战斗，克钦独立军（KIA）从克钦新民主军手中夺取了其培县其培镇区板瓦分镇区路毕村的1002边防营总部。这是克钦边防部队的三个边防营之一。
10月21日，克钦独立军从克钦新民主军手中夺取了板瓦。
10月22日，克钦独立军占领了甘拜迪附近7英里外的欣桨村1003边防营总部，因此就剩下了甘昆村的1001边防营总部。 10月23日，克钦独立军在板瓦查封了克钦新民主军领导人丁英的家。试图在板瓦找到他，但没有成功。
10月31日，克钦独立军和克钦人民保卫军占领了其培镇千莫孔地区甘昆村的1001边防营总部。
11月20日，克钦独立军占领了克钦边防部队的最后据点甘拜地口岸。该口岸被占领标志着军政府在中缅边境只剩下木姐一个口岸。
克钦独立军在甘拜地的胜利使克钦新民主军几乎完全覆灭。

## 非法稀土开采
2021年缅甸政变后，与中国接壤的克钦新民主军控制地区的非法稀土开采激增。随着中国政府限制国内稀土开采，将稀土开采外包给克钦邦。  2021年4月，克钦新民主军控制地区发现100处稀土矿。截至2022年3月，在克钦邦发现了2700个分散在300个不同地点的矿藏，其覆盖面积相当于新加坡的大小，与2016年相比呈指数级增长。丁英和其他领导人从这一开采业中获利。2021年12月，向中国出口了2亿美元的稀土。